# Трёхпалые ленивцы
Трёхпалые ленивцы (лат. Bradypodidae) — семейство млекопитающих отряда неполнозубых.

## Описание
В основном ленивцы питаются древесными листьями, хотя могут при случае съесть насекомое или мелкую ящерицу. Листья трудно перевариваются и обладают очень низкой калорийностью и питательной ценностью. Для переваривания растительной клетчатки ленивцы используют бактерий-симбионтов, входящих в состав микрофлоры их пищеварительного тракта. Съеденные листья перевариваются в желудке млекопитающего около 90 часов. У сытого ленивца ⅔ массы тела может приходиться на еду в желудке.
Интересно, что все трёхпалые ленивцы в естественной среде обитания питаются в основном листьями и цветами цекропии, и потому содержать их в неволе довольно трудно.
Из-за низкой калорийности листьев физиология и поведение ленивцев ориентированы на жёсткую экономию энергии. Почти все время ленивцы проводят, вися на ветке дерева спиной вниз. От падения с дерева их спасают большие и острые когти. 15 часов в сутки ленивцы спят, но и бодрствуя, они передвигаются очень медленно и только когда это необходимо (отсюда название). Ленивцы обладают длинной шеей, позволяющей им доставать листья с большой территории, не передвигаясь. (Шея ленивцев очень подвижна и имеет 8 или 9 шейных позвонков, а не 7, как у других млекопитающих, за исключением ламантинов.) Температура тела активного ленивца составляет 30—34 °C, а в покое ещё ниже. Ленивцы очень не любят слезать с деревьев, потому что на земле они совершенно беспомощны. Кроме того, это требует затрат энергии. Слезают вниз они для отправления естественных потребностей, которое совершают всего раз в неделю и иногда для перехода на другое дерево. Когда ленивцы двигаются в поисках пищи, скорость их движения составляет всего около 2 м в минуту. Роды часто происходят на дереве.
В случае необходимости ленивцы неплохо плавают. Их скорость в воде — около 4 км/ч; это умение они чаще всего используют во время сезона дождей, когда леса оказываются затопленными.
Зрение у ленивцев развито слабо, но зато они способны различать цвета, что нетипично для других млекопитающих.
В шерсти этих животных часто поселяется бабочка огнёвка акациевая. Кроме того, в шерсти многих видов ленивцев живут синезелёные водоросли (бактерии, способные к фотосинтезу), которые придают ленивцам маскирующий их в лесу зеленоватый цвет.
Из-за необычного положения тела ленивцев их органы тоже расположены нетипично. Печень повёрнута к спине и не соприкасается с брюшной стенкой, трахея изгибается и т. д. Шерсть направлена к хребту, в отличие от всех прочих млекопитающих.
Как у всех неполнозубых, мозг ленивцев содержит очень мало извилин, но хорошо развиты обонятельные области.
Масса тела ленивцев разных видов варьирует от 4 до 9 кг, а длина тела составляет около 60 сантиметров.

## Систематика
- Карликовый ленивец (Bradypus pygmaeus)
- Бурогорлый ленивец (Bradypus variegatus)
- Трёхпалый ленивец (Bradypus tridactylus)
- Ошейниковый ленивец (Bradypus torquatus)
- Bradypus crinitus

В прошлом всех ленивцев относили к одному семейству, но потом было доказано, что ленивцы двух семейств не родственны друг другу. Сходство их внешнего вида, физиологии и поведения связано с конвергентной адаптацией к древесному образу жизни.

## Ленивцы в культуре
- Ленивец Сид является одним из главных героев мультфильма «Ледниковый период».
- В мультфильме Семейка Крудс у Малого есть питомец, антропоморфный ленивец Кушак.
- Ленивцы Блиц и Зина (и другие ленивцы) в мультфильме «Зверополис». Работают клерками в управлении дорожной службы. Очень медлительные и комичные.